# 永井博 (哲学者)
永井 博（ながい ひろし、1921年1月1日 - 2012年11月7日）は、日本の哲学者、筑波大学名誉教授、日本学士院会員。

## 経歴
1921年、愛知県で生まれた。東京文理科大学で学び、卒業。1959年、学位論文『数理の存在論的基礎』を東京教育大学に提出して文学博士号を取得。
卒業後は東京教育大学助教授に就いた。1978年より同大学は筑波大学となり、後に教授昇格。1984年に筑波大学を定年退官し、名誉教授となった。その後は東海大学教授として教鞭をとった。1996年、日本学士院会員に選出された。2012年11月7日に死去。

## 受賞・栄典
- 1963年：田辺元賞を受賞。『現代自然哲学の研究』(1963年)に対して。

## 研究内容・業績
専門は科学哲学、科学史。

## 著書

### 単著
- 『ライプニッツ研究 科学哲学的考察』筑摩書房 1954
- 『近代科学哲学の形成』創文社 1955
- 『ライプニッツ』勁草書房（思想学説全書） 1958
- 『数理の存在論的基礎』創文社 1961
- 『現代自然哲学の研究』創文社 1963
- 『科学概論 科学の哲学』創文社 1966
- 『生命論の哲学的基礎』岩波書店 1973
- 『人間と世界の形而上学 哲学原理の探究』創文社 1985

### 共著編
- 『ヨーロッパにおける人間観の研究』古田光・藤田健治・木田献一・屋形禎亮・澤柳大五郎・廣川洋一・中野幸次・秀村欣二・兼岩正夫・清水富雄・裾分一弘・下村寅太郎・西沢龍生・永井博共編著、未来社 1982

### 記念論集
- 『ヨーロッパ精神史の基本問題：下村寅太郎先生退官記念論文集』澤柳大五郎・関根正雄・村治能就・浅野順一・中野幸次・秀村欣二・兼岩正夫・清水富雄・渡辺金一・下村寅太郎・西沢龍生・藤田健治・永井博共編著、岩波書店 1966

## 参考
- デジタル版日本人名大辞典
- 日本学士院